# Toñín Casillas
José Antonio  Casillas Fernández, más conocido como Toñín Casillas (nacido el 8 de agosto de 1935 en Humacao, Puerto Rico) es un exjugador de baloncesto puertorriqueño. Con 1.88 metros de estatura, jugaba en la posición de alero.

## Trayectoria
Toñín fue uno de los jugadores más destacados en Puerto Rico a finales de la década del 50.  Representó a Puerto Rico en los Juegos Centroamericanos y del Caribe  celebrados en Venezuela en el 1959.  En esos mismos días hubo que formar un equipo para representar a Puerto Rico en el mundial de 1959 y Toñin fue uno de los escogidos para formar dicha selección. Además, Toñín participó en los Juegos Panamericanos celebrado en Chicago en el 1959, y en 1960 participó en los Juegos Olímpicos,. en esa ocasión Toñin tuvo el honor de ser el abanderado de la delegación  de Puerto Rico en esas Olímpiadas. Toñin jugó con el Club de Real Madrid a nivel profesional en España. Por su fogosidad como jugador se le conoció por el apodo del Apache.

## Equipos
- Real Madrid
- Santos de San Juan (1957-1960)
- Santos de San Juan (1962)

## Participaciones en competiciones internacionales

### Juegos Olímpicos
- Roma 1960 13/16

### Mundiales
- Chile 1959 5/13